# Huoyanluo zhangzezhongi
Huoyanluo zhangzezhongi is een spinnensoort uit de familie Macrobunidae. De soort komt voor in China.